# لیتیم تیتانات
تیتانات لیتیم (به انگلیسی: Lithium titanate) با فرمول شیمیایی Li۲TiO۳ یک ترکیب شیمیایی با شناسه پاب‌کم ۱۶۰۹۶۸ است. شکل ظاهری این ترکیب، پودر سفید است.